# 弗拉芒维尔 (滨海塞纳省)
弗拉芒维尔（法語：Flamanville，法語發音：[flamɑ̃vil]）是法国滨海塞纳省的一个市镇，属于鲁昂区。

## 地理
弗拉芒维尔（49°37'58"N, 0°50'14"E）面积4.48 平方千米，位于法国诺曼底大区滨海塞纳省，该省份为法国北部沿海省份，其西部及北部濒大西洋英吉利海峡，东起顺时针与索姆省、瓦兹省、厄尔省和卡爾瓦多斯省接壤。
与弗拉芒维尔接壤的市镇（或旧市镇、城区）包括：克鲁瓦马尔、埃卡勒阿利克斯、埃克托莱邦、格雷蒙维尔、莫特维尔。

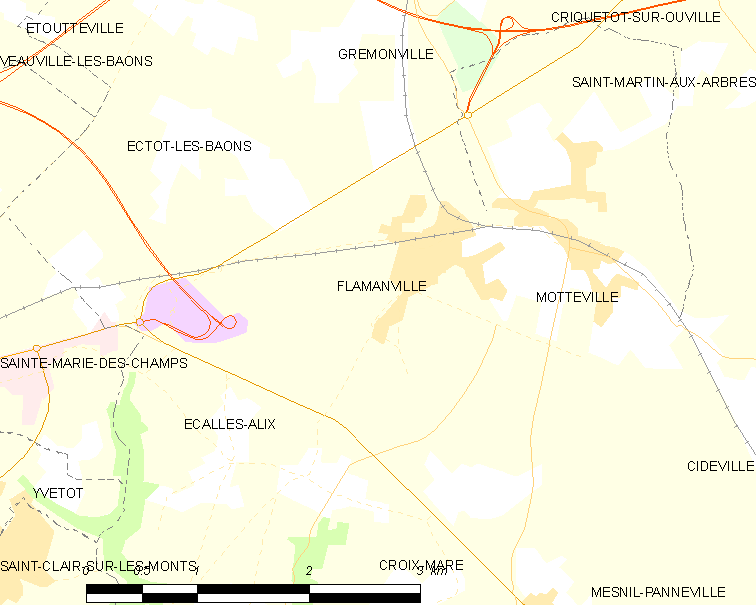
的OSM定位图

弗拉芒维尔的时区为UTC+01:00、UTC+02:00（夏令时）。

## 行政
弗拉芒维尔的邮政编码为76970，INSEE市镇编码为76264。

## 政治
弗拉芒维尔所属的省级选区为伊沃托县。

## 人口

1962-2008年间人口变化图示

弗拉芒维尔于2022年1月1日时的人口数量为466人。